# Reial Societat Espanyola de Química
La Reial Societat Espanyola de Química (castellà: Real Sociedad Española de Química) és una associació científica sorgida de l'antiga Reial Societat Espanyola de Física i Química, fundada l'any 1903. L'associació té com a objectiu principal promoure la millora de l'activitat científica, docent i investigadora, així com la divulgació dels coneixements en els camps de la química i l'enginyeria química.
Actualment, l'associació publica un butlletí informatiu periòdic per als socis i la revista Anales de la Real Sociedad Española de Química, i participa en l'organització de les Olimpíades Nacionals de Química.

## Seccions especialitzades
- Adsorció (ADS)
- Calorimetria (CAL)
- Coloïdes i interfases (CEI)
- Cristal·lografia i creixement cristal·lí (E3C)
- Didàctica i història de la física i la química (DHFQ)
- Electroquímica (ELE)
- Física atòmica i molecular (FAM)
- Física de l'estat sòlid (FES)
- Fotoquímica (FOT)
- Hidrats de carboni (HIC)
- Joves investigadors (JIQ)
- Nanociència i materials moleculars (MAM)
- Polímers (POL)
- Química agrícola (QAG)
- Química de l'estat sòlid (QES)
- Química inorgànica (QIN)
- Química orgànica (QOR)
- Química organometàl·lica (GEQO)
- Química de productes naturals (QPN)
- Química i societat (QSO)
- Reologia (REO)
- Ressonància magnètica nuclear (RMN)
- Termodinàmica (TER)

## Presidents
Per veure els presidents de la RSEFQ, durant el període comprès entre 1903 i 1980, vegeu l'article Presidents de la RSEFQ
- 1980-84: Joaquín Hernáez Marín
- 1985-88: Francisco Fariña Pérez
- 1989-92: Eldiberto Fernández Álvarez
- 1993-96: Juan Antonio Rodríguez Renuncio
- 1997-01: Carlos Pico Marín
- 2001-06: Luis Oro Giral
- 2006-12: Nazario Martín León
- 2012-17 : Jesús Jiménez Barbero
- 2017- : Antonio M. Echavarren